# Left Turn from the Right Lane
Left Turn from the Right Lane är ett album av gitarristen Jojje Wadenius och pianisten Doug Katsaros. Duon kallade sig för GeWaDoKa, som de tagit den deras första stavelser i för- och efternamn. Albumet gavs ut 1997 och är duons första och enda inspelning tillsammans. På skivan medverkar även Lou Marini och Alan Rubin, bekanta till Wadenius sedan tidigare då de spelade tillsammans i Saturday Night Live Band i Saturday Night Live.

## Låtlista
1. "Left Turn from the Right Lane" (Wadenius) – 5:40
2. "That Time of Day" (Katsaros) – 4:45
3. "Con La Tue Vita Esprimi Il Tuo Amore" (Katsaros) – 5:47
  - Sång: Doug Katsaros
4. "Offing" (Katsaros) – 5:30
5. "Psong" (Trad. arr. Wadenius & Katsaros) – 5:20
6. "Saturday Naught" (Wadenius) – 6:09
7. "Slick Willie" (Wadenius) – 5:29
  - Sång: Jojje Wadenius
8. "Back Where I Began" (Katsaros) – 5:00
  - Sång: Doug Katsaros
9. "Ext.: Day" (Katsaros) – 4:04
10. "Biking Viking" (Wadenius) – 4:19
11. "Impossible 20" (Katsaros) – 2:53

- Alla blås- och stråkarrangemang är gjorda av Doug Katsaros.

## Medverkande
- Jojje Wadenius — gitarr, sång (7),
- Doug Katsaros — piano, sång (3, 8), bakgrundssång
- Mark Egan — bas
- Clint DeGanon — trummor
- Bashiri Johnson — percussion
- Alan Rubin — trumpet
- Joe Shepley — trumpet
- Lou Marini — tenorsaxofon
- Dave Taylor — bastrombon
- Elise Morris — bakgrundssång
- Julie Eigenberg — bakgrundssång
- Vivian Cherry — bakgrundssång
- Dennis Collins — bakgrundssång